# Майлуу-Суу (річка)
Майлуу-Суу (Майлісу, у верхів'ї Керей) —  річка в Ноокенському районі Джалал-Абадської області Киргизстану. Довжина 87 км, площа басейну 748 км². Середньорічна витрата 9,7 м³/с, період повені настає у квітні-травні з максимальною витратою 108 м³/с, мінімум спостерігається у січні-лютому 5-6 м³/с. Живлення льодовиково-снігове. У верхів'ях річки на висоті понад 4000 метрів є 9 льодовиків загальною площею 3,2 км².
Великі притоки: Даван-Сай, Мама-Сай, Когой-Суу, Кайрагач, Бедре-Сай (праворуч), Семендік і Сари-Беє (ліворуч).
Річка бере початок на західних та північно-західних схилах Бабаш-Атинського хребта, а також на південно-західних схилах відрогу Ферганського хребта на висоті 4000-4427 метрів. Виток починається злиттям двох невеликих річок Чон Керей і Керей, після чого впадає в озеро Кутманкуль, туди ж впадає ще одна невелика річка Кабиркуль, але витікає вона шляхом просочування через греблю озера і впадає в інше невелике озеро де вже витікає поверховим стоком, трохи нижче схилів Бабаш-Атинського хребта приймає невелику притоку Музтор, і праворуч зливаючись з річкою Киз-Курган утворює річку Сере-Суу і тече в західному напрямку, де приймає праві притоки Мама-Сай і найбільша притока - Даван-Сай. Трохи нижче за течією приймає лівий приплив Семендік. Далі річка тече через вузьку ущелину на захід, потім повертає на південь і виходить на північну околицю міста Майлуу-Суу, де приймає ще кілька приток: Когой-Суу, Сари-Беє та Кайрагач. Ще нижче за течією, приймаючи останню притоку Бедре-Сай і перетинаючи однойменне місто, виходить на Ферганську долину, де впадає в річку Тентяксай.